# متلازمة كيو تي القصيرة

مخطط تمثيلي لرسم قلب طبيعي

متلازمة كيو تي القصيرة تُمثل مرض وراثي للنظام الكهربائي للقلب. وتتكون من مجموعة من العلامات والأعراض، أهمها قِصر فترة كيو تي أثناء عمل رسم قلب (≤ 300 مللي ثانية) والتي لا تتغير بشكل ملحوظ باختلاف معدل ضربات القلب، فيما تكون موجة T طويلة، ويكون القلب طبيعيا من الناهية الهيكلية.
تحدث المتلازمة بسبب طفرات في الجينات المشفرة للقنوات الأيونية التي تنقص فترة جهد الفعل القلبي، ويبدو أنها حالة موروثة بصفة سائدة. تُشخص المتلازمة باستخدام تخطيط كهربائية القلب ذو 12 مسرًى، وتُعالج باستخدام مزيل الرجفان القلبي القابل للزرع أو بالأدوية مثل الكوينيدين.
وُصفت المتلازمة للمرة الأولى عام 2000، وكُشفت أول طفرة جينية متعلقة بها عام 2004.

## العلامات والأعراض
يزداد تعرض مرضى متلازمة كيو تي القصيرة لاضطرابات نظم القلب التي تحدث غالبًا في سن صغير، وقد تأخذ أشكالًا حميدةً نسبيًا مثل الرجفان الأذيني، وتسبب مجموعة من الأعراض مثل الخفقان والزلة التنفسية والتعب، وبناء على هذا يجب أن يشك الطبيب بمتلازمة كيو تي القصيرة إذا ظهر الرجفان الأذيني لدى حديث الولادة.
قد تحدث اضطرابات نظم خطيرة أخرى عند المصابين مثل الرجفان البطيني، الذي يقود إلى حوادث إغماء أو موت مفاجئ. يصاب أكثر من ثلث المرضى باضطرابات نظم قلبية أو موت قلبي مفاجئ، بينما تُكشف خمس الحالات خلال المسح العائلي، وتشخص خمس الحالات صدفةً بعد إجراء تخطيط كهربائية القلب (إي سي جي) لسبب آخر.
يمكن للطبيب كشف الحالة بجس النبض إذا فُحص المريض في أثناء اضطراب نظمه القلبي، كما في حالة الرجفان الأذيني. لا يبدي مرضى كيو تي القصيرة شذوذًا في علاماتهم الحيوية عندما ينبض قلبهم بنظم طبيعي، أو ما يدعى النظم الجيبي.

## السبب
متلازمة كيو تي القصيرة اضطراب جيني تسببه طفرات في المورثات المسؤولة عن إنتاج بعض القنوات الأيونية ضمن الخلايا القلبية، ويبدو أنه يورث بصفة سائدة. تسبب بعض الأشكال المورثية زيادة تدفق البوتاسيوم خارج الخلية، بينما تنقص أشكال أخرى تدفق الكالسيوم إليها. إن أشيع تأثير لجميع هذه الأشكال المختلفة قصر جهد الفعل القلبي، الذي ينعكس على تخطيط كهربائية القلب السطحي بشكل قصر الفترة كيو تي.
فيما يلي جدول بالجينية التي تسبب تحوراتها متلازمة كيو تي القصيرة:
| النوع | قاعدة معلومات الاضطرابات الجينية المندلية الموروثة لدى الرجال OMIM | الجين    | ملاحظات                                                                                                 |
| SQT1  | 609620                                                             | KCNH2    | تعرف أيضًا باسم hERG، وترمز قنوات البوتاسيوم KV11.1 المسؤولة عن توليد تيار البوتاسيوم المعدل المتأخر IKr |
| SQT2  | 609621                                                             | KCNQ1    | ترمز قنوات البوتاسيوم المسؤولة عن تيار البوتاسيوم المعدل المتأخر IKr                                    |
| SQT3  | 609622                                                             | KCNJ2    | ترمز قنوات البوتاسيوم Kir2.1 المسؤولة عن تيار البوتاسيوم المعدل الوارد                                  |
| SQT4  | 114205                                                             | CACNA1C  | ترمز وحدات ألفا الفرعية لقنوات الكالسيوم نوع L التي تحمل التيار ICa(L)                                  |
| SQT5  | 114204                                                             | CACNA2D1 | ترمز وحدات ألفا 2 /دلتا الفرعية لقنوات الكالسيوم نوع L التي تحمل التيار ICa(L)                          |
| SQT6  | 106195                                                             | SLC4A3   | ترمز مبادل بيكربونات/كلوريد                                                                             |

## الآلية
ينتج قصر جهد الفعل القلبي عن التأثير الإجمالي لكل تحور وراثي مرافق لمتلازمة كيو تي القصيرة، وهو بدوره يزيد خطورة تطور اضطرابات نظم القلب بما فيها الرجفان الأذيني. خلال نبض القلب الطبيعي، أو النظم الجيبي، تمر موجات ناعمة منتظمة من النشاط الكهربائي عبر العضلة القلبية، ولكن في حالة الرجفان الأذيني أو البطيني تنتشر الموجات الكهربائية فوضويًا في العضلة القلبية على شكل عدد كبير من المويجات الكهربائية المحطمة غير المنتظمة.
يؤدي الرجفان إلى خسارة قدرة الضخ في أجواف القلب المتأثرة بالنشاط الكهربائي المضطرب، إذ يضطرب النظم نتيجة الرجفان الأذيني، ويمنع الرجفان البطيني القلب من ضخ الدم كليًا.
هناك عدة آليات محتملة يسبب فيها قصر جهد الفعل رجفانًا قلبيًا، والرابط بينها كيفية تأثير فترة جهد الفعل على معدل تكرار استثارة خلايا العضلة القلبية. يسمح جهد الفعل القصير عمومًا بزيادة معدل استثارة الخلايا، أي تكون فترة الجموح أقصر.
يشار إلى الآلية الأولى بتشتت عودة الاستقطاب، وتحدث بسبب قصر فترة جهد الفعل القلبي الذي يحدث هنا نتيجة انتشاره في بعض طبقات جدار القلب أكثر من الطبقات الأخرى. يعني هذا أن بعض المحطات في الدارة القلبية، أو بعض الطبقات في جدار القلب، ستخضع لإعادة استقطاب كامل وستكون جاهزةً للانقباض مجددًا، بينما هناك مناطق أخرى ما زالت في فترة الجموح ولا تملك القدرة على إعادة الاستثارة.
إذا وصلت سيالة محرضة إلى موقع أساسي في الدارة القلبية، ستنتقل الجبهة الموجية للنشاط الكهربائي إلى بعض المناطق وتغيب عن أخرى، وهذا قد يسبب انكسار الموجة وحدوث اضطرابات نظم بإعادة الدخول.
تتعلق الآلية الثانية بازدياد عدد المويجات الرجفانية التي قد تتزامن سويًا إذا نقص جهد الفعل القلبي، وهذا المفهوم يدعى الطول الموجي لاضطرابات النظم. خلال الرجفان، تدور المويجات الفوضوية وتعاود الدخول إلى عضلة القلب، لتستمر في التخامد وإعادة التشكل. يعتمد حجم النسيج اللازم لإكمال كل مويجة دارة إعادة الدخول الكهربائية على فترة جموح النسيج وسرعة تحرك أمواج إزالة الاستقطاب، أي السرعة التوصيلية. إن ناتج السرعة التوصيلية وفترة الجموح يدعى طول الموجة.
يمكن للمويجة أن تعاود الدخول ضمن حجم أصغر من النسيج في الأنسجة التي تملك طولًا موجيًا منخفضًا. يسمح قصر فترة الجموح بوجود عدد أكبر من المويجات في حجم محدد من النسيج، وهذا ينقص فرصة تخامد المويجات جميعًا في وقت واحد ويؤدي لاستمرار اضطراب النظم.